# Gilbert (cràter)

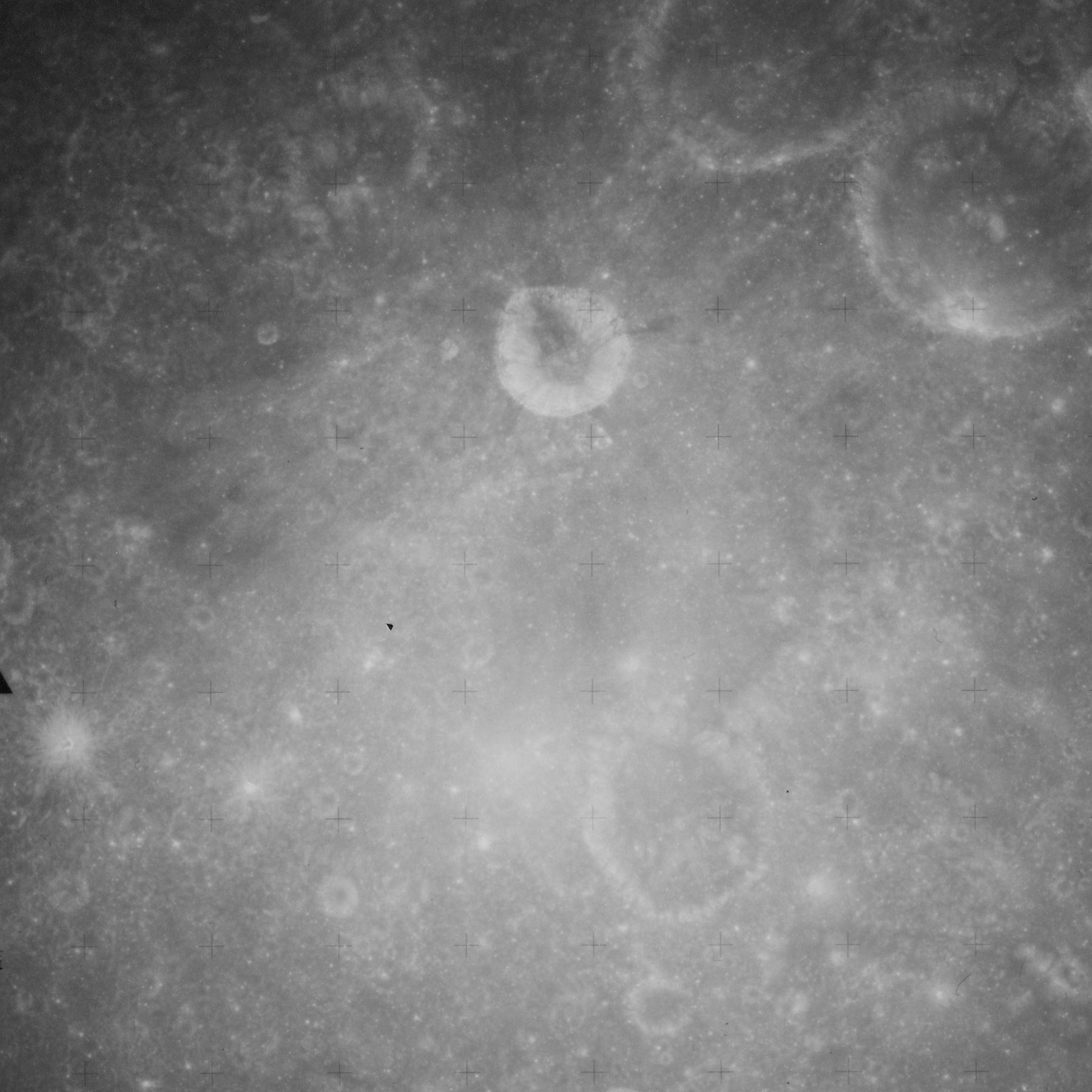
Gilbert, des de l'Apol·lo 16. Noti's que el sol està molt alt sobre l'horitzó, per la qual cosa l'erosionat brocal del cràter és amb prou feines distingible. Geissler és el petit però prominent cràter per sobre del centre.

Gilbert és un gran cràter d'impacte que es troba prop de l'extremitat oriental de la Lluna. A causa de la seva ubicació apareix en escorç vist des de la Terra, la qual cosa limita el detall que es pot observar. El cràter es troba al nord-oest de la plana del cràter emmurallat de grandària similar Kästner, a l'oest del Mare Smythii.

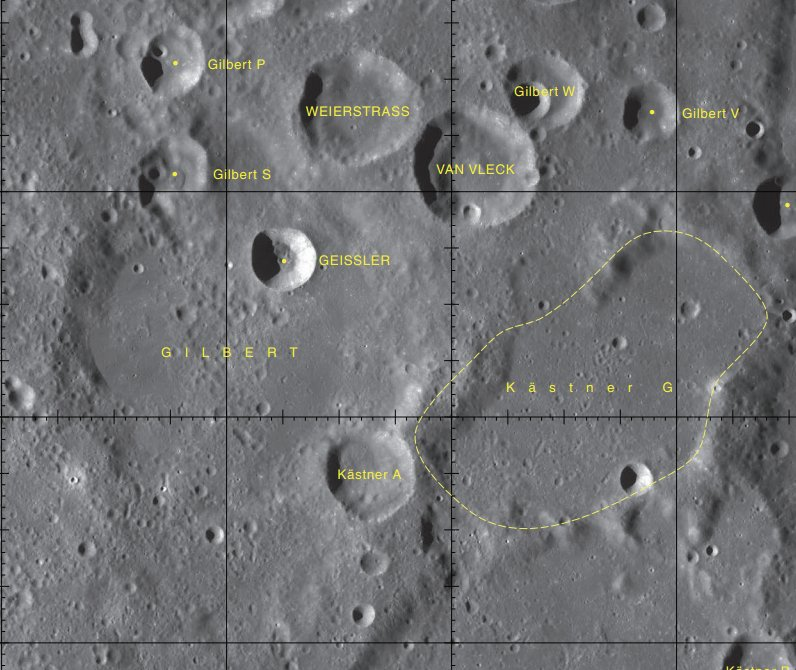
Localització de Gilbert. Fotografia de la missió LRO

Diversos cràters satèl·lit a la zona han rebut noms propis per part de la UAI. Gairebé units al bord nord-nord-est de Gilbert apareixen els cràters Weierstrass (anteriorment Gilbert N) i Van Vleck (Gilbert M), dues formacions bastant similars. En la part nord-est del sòl interior de Gilbert es troba el petit cràter Geissler en forma de bol (anteriorment Gilbert D).
Gilbert és una plana emmurallada una mica degradada, amb un vorell exterior que ha estat una miqueta reconfigurat per impactes propers. La vora meridional s'ha desintegrada gairebé per complet, i forma una superfície aplanada que flueix cap al sud com una depressió estesa. El parell de cràters format per Weierstrass i Van Vleck han configurat una vora dentada al llarg de la cara nord-est, mentre que la vora del costat nord-oest està cobert per Gilbert S. La plataforma interior és relativament plana, amb algunes llomes que recorren el centre cap a l'extrem sud.

## Cràters satèl·lit
Per convenció aquests elements són identificats en els mapes lunars posant la lletra en el costat del punt central del cràter que està més prop de Gilbert.
|         | \| Gilbert \| Coordenades \| Diàmetre \| \| ------- \| ---------------------------------- \| -------- \| \| J \| 4° 18′ S, 72° 42′ E / 4.3°S,72.7°E \| 38 km \| \| K \| 5° 30′ S, 73° 12′ E / 5.5°S,73.2°E \| 38 km \| \| P \| 0° 54′ S, 75° 36′ E / 0.9°S,75.6°E \| 18 km \| \| S \| 1° 54′ S, 75° 36′ E / 1.9°S,75.6°E \| 19 km \| \| V \| 1° 30′ S, 79° 54′ E / 1.5°S,79.9°E \| 15 km \| \| W \| 1° 06′ S, 78° 54′ E / 1.1°S,78.9°E \| 19 km \| |          |
| Gilbert | Coordenades | Diàmetre |
| J       | 4° 18′ S, 72° 42′ E / 4.3°S,72.7°E | 38 km    |
| K       | 5° 30′ S, 73° 12′ E / 5.5°S,73.2°E | 38 km    |
| P       | 0° 54′ S, 75° 36′ E / 0.9°S,75.6°E | 18 km    |
| S       | 1° 54′ S, 75° 36′ E / 1.9°S,75.6°E | 19 km    |
| V       | 1° 30′ S, 79° 54′ E / 1.5°S,79.9°E | 15 km    |
| W       | 1° 06′ S, 78° 54′ E / 1.1°S,78.9°E | 19 km    |

Els següents cràters han estat canviats el nom per la UAI:
- Gilbert D: vegeu Geissler (cràter)
- Gilbert M: vegeu Van Vleck (cràter)
- Gilbert N: vegeu Weierstrass (cràter)
- Gilbert T: vegeu Avery (cràter)